# Кловис, Стив
Стивен Кит (Стив) Кловис (англ. Stephen Keith «Steve» Kloves; род. 18 марта 1960, Остин, Техас) — американский сценарист и кинорежиссёр. Лауреат нескольких профессиональных премий, номинировался также на «Оскар» и «Золотой глобус».

## Биография
Родился в Остине, столице штата Техас. Поступил в Калифорнийский университет в Лос-Анджелесе, но не окончил его. Первый пущенный в производство сценарий Кловиса — «Наперегонки с Луной» (1984). После него он написал сценарии ещё к нескольким фильмам, а также самостоятельно поставил два из них, но все они прошли незамеченными. В середине 1990-х Кловис оставил сценарную работу, и вернулся к ней только в конце десятилетия, адаптировав роман Майкла Шейбона «Вундеркинды» для экрана. Эта работа (фильм по сценарию вышел в 2000 году) принесла Кловису успех и номинации на «Оскар» и «Золотой глобус».
После этого «Warner Brothers», где были созданы «Вундеркинды», направила Кловису список из произведений, которые студия собиралась экранизировать. Внимание сценариста привлекла первая книга о Гарри Поттере — «Гарри Поттер и философский камень». Фильм по роману вышел в 2001 году. Кловис написал сценарии для всех частей киносериала, кроме пятой, включая дилогию «Гарри Поттер и Дары Смерти».

## Фильмография
| Год  | Фильм                                             | Режиссёр | Сценарист | Продюсер | Примечания       |
| ---- | ------------------------------------------------- | -------- | --------- | -------- | ---------------- |
| 1984 | Наперегонки с луной                               |          | Да        |          |                  |
| 1989 | Знаменитые братья Бейкеры                         | Да       | Да        |          |                  |
| 1993 | Плоть от плоти                                    | Да       | Да        |          |                  |
| 2000 | Вундеркинды                                       |          | Да        |          |                  |
| 2001 | Гарри Поттер и философский камень                 |          | Да        |          |                  |
| 2002 | Гарри Поттер и тайная комната                     |          | Да        |          |                  |
| 2004 | Гарри Поттер и узник Азкабана                     |          | Да        |          |                  |
| 2006 | Гарри Поттер и Кубок Огня                         |          | Да        |          |                  |
| 2009 | Гарри Поттер и Принц-полукровка                   |          | Да        |          |                  |
| 2010 | Гарри Поттер и запрещённое приключение            |          | Да        |          | Короткометражный |
| 2010 | Гарри Поттер и Дары Смерти: Часть I               |          | Да        |          |                  |
| 2011 | Гарри Поттер и Дары Смерти: Часть II              |          | Да        |          |                  |
| 2012 | Новый Человек-паук                                |          | Да        |          |                  |
| 2016 | Фантастические твари и где они обитают            |          |           | Да       |                  |
| 2018 | Фантастические твари: Преступления Грин-де-Вальда |          |           | Да       |                  |
| 2018 | Маугли                                            |          |           | Да       |                  |
| 2022 | Фантастические твари: Тайны Дамблдора             |          | Да        | Да       |                  |
| TBA  | Любопытный случай с собакой в ночное время        | Да       | Да        |          |                  |
| TBA  | Утопление: Спасение рейса 421                     |          | Да        |          |                  |